# جانگ دونگ جو
جانگ دونگ جو (کره‌ای: 장동주؛ زادهٔ ۲۵ اکتبر ۱۹۹۴) بازیگر اهل کره جنوبی است. او به خاطر ایفای نقش در مدرسه ۲۰۱۷ و بگذار شوالیه تو باشم شناخته می‌شود.

## فیلم‌شناسی

### فیلم
| سال  | عنوان                 | نقش         | منابع |
| ---- | --------------------- | ----------- | ----- |
| ۲۰۱۸ | تیم کرلینگ توقف‌ناپذیر | پیل گو      |       |
| ۲۰۲۰ | کاندید راستگو         | بونگ اون هو |       |
| ۲۰۲۳ | شمارش                 | هوانگ جو    | [ ۱ ] |

### مجموعه تلویزیونی
| سال  | عنوان                  | نقش          | شبکه          | منابع |
| ---- | ---------------------- | ------------ | ------------- | ----- |
| ۲۰۱۷ | مدرسه ۲۰۱۷             | شین جون گیو  | کی‌بی‌اس۲       |       |
| ۲۰۱۷ | ذهن‌های جنایتکار        | پارک جه مین  | تی‌وی‌ان        |       |
| ۲۰۱۸ | قهرمان عجیب من         | لی چه مین    | اس‌بی‌اس        |       |
| ۲۰۱۹ | کلاس دروغ‌ها            | کیم هان سو   | اوسی‌ان        |       |
| ۲۰۱۹ | زمان از دست دادن زندگی | جونگ دونگ ها | یومکس، ام‌بی‌ان | [ ۲ ] |
| ۲۰۲۱ | بگذار شوالیه تو باشم   | سو وو یون    | اس‌بی‌اس        | [ ۳ ] |